# Ioujno-Sakhalinsk
Ioujno-Sakhalinsk  (en russe : Южно-Сахалинск (Ioujno-Sakhalinsk), prononcé /ˈjʉ̞ʐnɐ saxaˈlʲɪnsk/  ; en japonais : 豊原 (Toyohara) / ユジノサハリンスク (Yujinosaharinsuku)) est une ville de Russie et la capitale administrative de l'oblast de Sakhaline, qui inclut l'île de Sakhaline et l'archipel des Kouriles. Sa population s'éleve à 201 703 habitants en 2022.

## Nom
La ville a d'abord été nommée Vladimirovka (en russe : Владимировка). Après la guerre russo-japonaise, la ville est renommée en 1905 Toyohara (豊原 (Toyohara), qui peut se traduire par « belle plaine », ou bien « vallée de la fécondité ». Après que la ville soit redevenue russe, elle prend le nom de Ioujno-Sakhalinsk, soit littéralement Sud de Sakhaline.

## Géographie

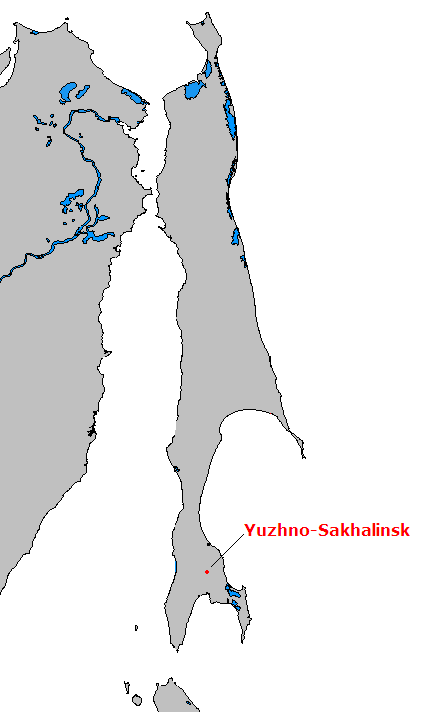
SItuation de Ioujno-Sakhalinsk sur l'île de Sakhaline

### Situation
La ville se situe à 446 km au nord de Sapporo (Japon), à 598 km au sud-est de Khabarovsk, à 956 km au nord-est de Vladivostok et à 6 641 km à l'est de Moscou.
Ioujno-Sakhalinsk est située dans le sud de l'île de Sakhaline à 25 km de la mer d'Okhotsk, ainsi qu'à la même distance de la baie d'Aniva, dans l'océan Pacifique. La ville est située dans une vallée qui est cernée à l'est et à l'ouest de montagnes. La ville est traversée par la rivière Soussouïa, aussi appelé « rivière noire ».

### Sismicité
La ville se situe dans une zone sismique. Cependant la plupart des séismes ne sont que d'une faible magnitude et donc pas toujours perceptibles, mais ils sont assez fréquents.

### Climat
Ioujno-Sakhalinsk bénéficie d'un climat continental de façade orientale. La ville est protégée par des chaînes de montagne. Elle se trouve en fait au fond d'une cuvette et cette situation particulière lui vaut d'avoir un climat qui n'est pas caractéristique des villes côtières de l'île. En été il peut faire très chaud et en hiver de fortes gelées peuvent se produire en raison de l'absence de vent. Il n'est pas rare que la fumée rejetée par les centrales thermiques stagne au-dessus de la ville.
| Mois                                  | jan.       | fév.       | mars       | avril      | mai       | juin      | jui.      | août      | sep.      | oct.       | nov.       | déc.       | année      |
| ------------------------------------- | ---------- | ---------- | ---------- | ---------- | --------- | --------- | --------- | --------- | --------- | ---------- | ---------- | ---------- | ---------- |
| Température minimale moyenne (°C)     | −16,6      | −17,2      | −10,4      | −2,6       | 2,7       | 7,7       | 12,3      | 13,5      | 8,7       | 1,8        | −5,2       | −13,2      | −1,5       |
| Température moyenne (°C)              | −11,5      | −11,2      | −5,2       | 1,7        | 7,5       | 11,9      | 15,9      | 17,3      | 13,5      | 6,7        | −1,2       | −8,5       | 3,1        |
| Température maximale moyenne (°C)     | −6         | −4,8       | 0,2        | 6,9        | 13,8      | 17,7      | 21        | 22,3      | 19,4      | 12,5       | 3,5        | −3,5       | 8,6        |
| Record de froid (°C) date du record   | −36,2 1961 | −34,8 2001 | −30,5 1970 | −25,2 2012 | −6,2 1989 | −2,1 1954 | 1,3 1947  | 3,6 1976  | −4,2 2001 | −11,8 1950 | −25,7 1971 | −33,5 1952 | −36,2 1961 |
| Record de chaleur (°C) date du record | 4,3 2010   | 7,1 2016   | 13 2021    | 22,9 2009  | 29,6 2016 | 30,8 2010 | 34,4 1955 | 34,7 1999 | 29 1994   | 23,5 1948  | 18,1 1990  | 8,4 1958   | 34,7 1999  |
| Ensoleillement (h)                    | 129        | 153        | 181        | 191        | 197       | 198       | 165       | 149       | 187       | 160        | 116        | 102        | 1 928      |
| Précipitations (mm)                   | 56         | 38         | 52         | 57         | 66        | 64        | 92        | 107       | 102       | 102        | 75         | 71         | 882        |
| Nombre de jours avec précipitations   | 0,3        | 0,4        | 2          | 10         | 17        | 17        | 20        | 19        | 19        | 19         | 9          | 2          | 135        |
| Humidité relative (%)                 | 83         | 81         | 78         | 76         | 77        | 83        | 86        | 87        | 83        | 80         | 81         | 83         | 82         |
| Nombre de jours avec neige            | 25         | 24         | 24         | 13         | 3         | 0,1       | 0         | 0         | 0         | 4          | 20         | 27         | 140        |
| Nombre de jours d'orage               | 0,1        | 0          | 0,1        | 0,03       | 0,2       | 1         | 1         | 1         | 2         | 1          | 0,2        | 0          | 7          |
| Nombre de jours avec brouillard       | 3          | 3          | 3          | 4          | 6         | 8         | 8         | 8         | 10        | 5          | 2          | 2          | 62         |

| Diagramme climatique                                  |             |            |           |           |           |          |             |            |            |           |             |
| J                                                     | F           | M          | A         | M         | J         | J        | A           | S          | O          | N         | D           |
| −6−16,656                                             | −4,8−17,238 | 0,2−10,452 | 6,9−2,657 | 13,82,766 | 17,77,764 | 2112,392 | 22,313,5107 | 19,48,7102 | 12,51,8102 | 3,5−5,275 | −3,5−13,271 |
| Moyennes : • Temp. maxi et mini °C • Précipitation mm |             |            |           |           |           |          |             |            |            |           |             |

## Histoire

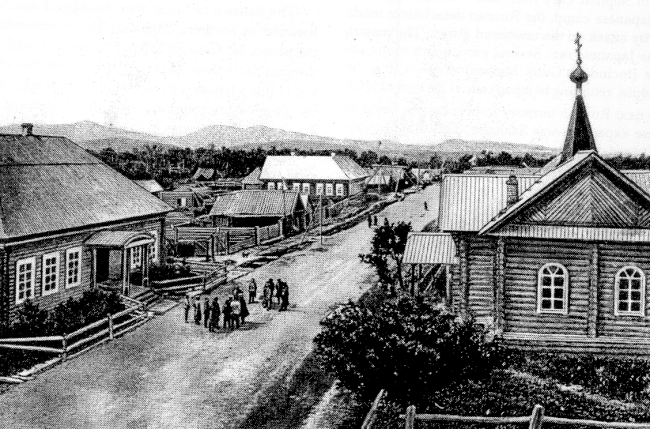
Vue du village de Vladimirovka dans les années 1880

Ioujno, comme l'appellent ses habitants, a pour origine un campement de bagnards créé en 1882 sous le nom de Vladimirovka. En 1905, à la suite du traité de Portsmouth qui conclut la guerre russo-japonaise perdue par la Russie, le sud de l'île repasse sous possession japonaise et la ville est rebaptisée Toyohara : elle devient la préfecture du Karafuto dont le territoire s'étend sur la moitié sud de Sakhaline. Le 23 août 1945, quelques jours avant la fin de la Seconde Guerre mondiale, la ville est prise par l'Armée rouge. Elle reçoit alors son nom actuel et la population japonaise est progressivement expulsée vers Hokkaido et remplacée par des colons russes.
Aujourd'hui la majorité des habitants sont russes, mais il existe une minorité significative de Coréens (12 %) ainsi qu'un petit nombre de ressortissants des populations indigènes Aïnous, Nivkhes et Oroks.

## Urbanisme

### Création du plan de la ville
Lorsque les Japonais arrivèrent dans la partie sud de Sakhaline, une capitale pour la région conquise devait être créée. Le village de Vladimirovka fut choisi pour l'emplacement de la future ville. Chicago fut prise comme modèle pour la création de la ville, avec son quadrillage. Il apparaît alors un quadrillage, avec deux artères centrales : Sakhalinskaya et Lénine. La ville garde aujourd'hui ce modèle de ville quadrillée.

### Style architectural

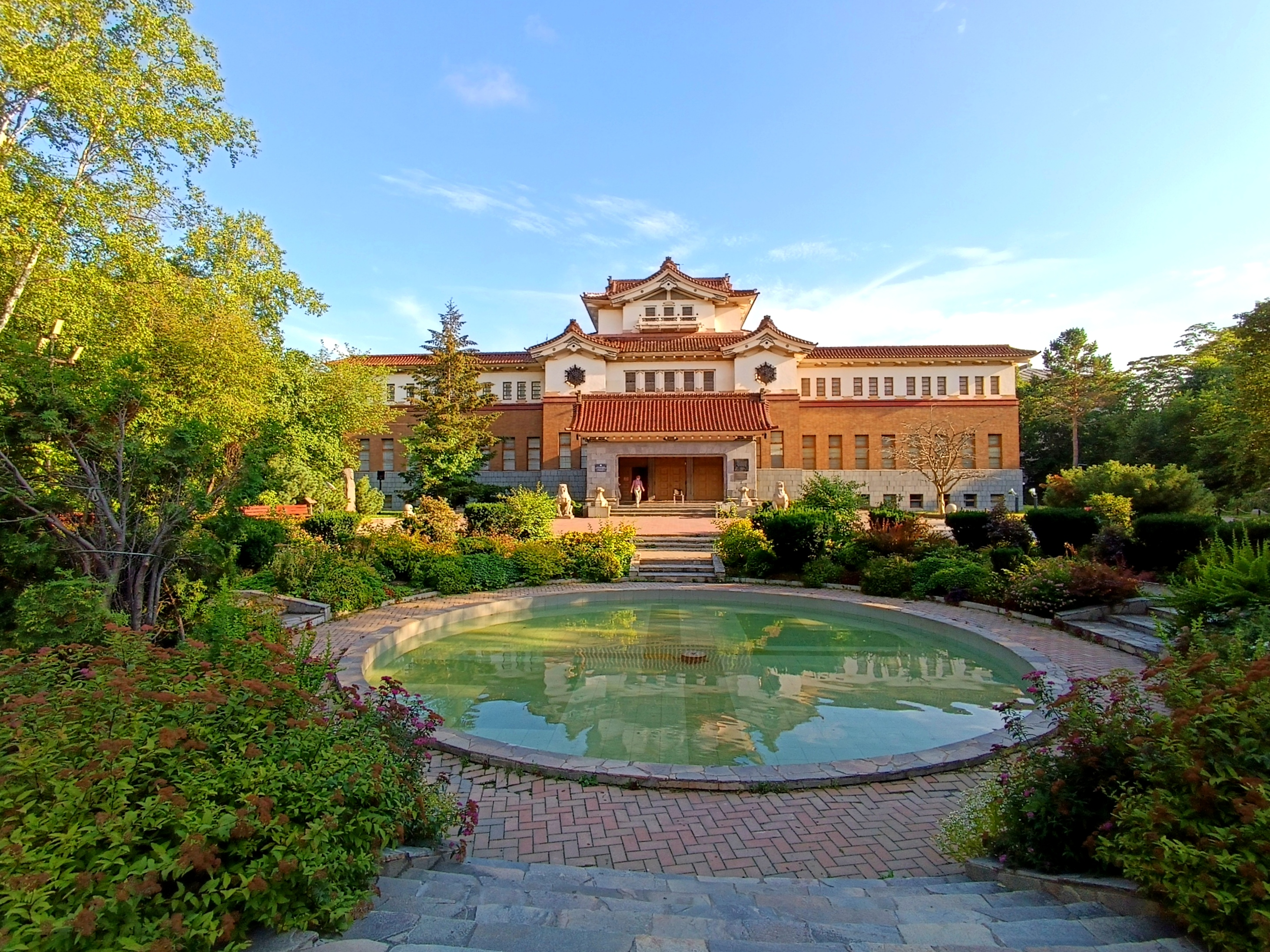
Musée régional de Sakhaline.

La ville a connu différent styles architecturaux selon les époques depuis l'installation des Japonais.
Les premiers bâtiments furent construits dans un style colombage, puis du milieu des années 1920 au milieu des années 1930, l'utilisation du style colonial a été très répandue, avec un mélange du constructivisme russe.
À partir des années 1930, le style de la couronne impériale, (en japonais:  帝冠様式 (teikan yōshiki), qui était alors en vogue au Japon s'installa dans la ville.

### Problème des lignes de chemin de fer
La ville est actuellement traversée en son centre par des lignes de chemin de fer, divisant la ville en plusieurs parties. Le gouvernement régional souhaitant faire un contournement ferroviaire de la ville est en négociation avec les chemins de fer russes. Cela permettra de dévier les trains de marchandises du centre-ville. Cependant, les trains de passagers et touristiques desservant la ville devraient continuer à desservir la gare en centre-ville.
En raison du fait que certains trains continueront de desservir la gare, des solutions devant enlever les passages à niveau sont souhaitées, comme des viaducs.
Il était aussi souhaité qu'un tunnel soit construit, à une intersection avec la rue Sakhalinskaya située au nord de la gare. Mais à cause, selon la version officielle, de problèmes d'eaux souterraines, le projet a été suspendu.

## Politique et administration

### XXe–XXIesiècle
La ville a vu se succéder cinq maires à la tête de la ville :
| Nom                                               | Dates du mandat | Dates du mandat | Notes                                                       |
| ------------------------------------------------- | --------------- | --------------- | ----------------------------------------------------------- |
| Liste des maires de Ioujno-Sakhalinsk depuis 1991 |                 |                 |                                                             |
| Farkhutdinov Igor Pavlovich                       | 1991            | 1995            |                                                             |
| Yagubov Vladimir Petrovitch                       | 1995            | 1997            |                                                             |
| Sidorenko Fedor Ilyich                            | 1997            | 2005            |                                                             |
| Lobkin Andrey Igorevich                           | 2005            | 2014            |                                                             |
| Nadsadin Sergueï Alexandrovitch                   | 2014            | en cours        | Il a étudié à l'Université nationale de l'aviation de Kiev. |

## Population et société

### Démographie
Recensements (*) ou estimations de la population:
| 1925   | 1935   | 1959*  | 1962   | 1967   | 1970*   | 1973    | 1976    | 1979*   | 1982    |
| ------ | ------ | ------ | ------ | ------ | ------- | ------- | ------- | ------- | ------- |
| 15 280 | 28 459 | 85 510 | 86 000 | 92 000 | 105 840 | 120 000 | 130 000 | 139 861 | 150 000 |

| 1986    | 1989*   | 1992    | 1996    | 1998    | 2000    | 2001    | 2002*   | 2003    | 2004    |
| ------- | ------- | ------- | ------- | ------- | ------- | ------- | ------- | ------- | ------- |
| 163 000 | 159 299 | 164 800 | 181 000 | 180 000 | 179 200 | 179 200 | 175 085 | 175 100 | 175 085 |

| 2005    | 2006    | 2007    | 2008    | 2009    | 2010*   | 2011    | 2012    | 2013    | 2014    |
| ------- | ------- | ------- | ------- | ------- | ------- | ------- | ------- | ------- | ------- |
| 174 200 | 173 618 | 173 364 | 173 816 | 174 722 | 181 728 | 181 700 | 186 267 | 190 227 | 192 734 |

| 2015    | 2016    | 2017    | 2018    | 2019    | 2020    | 2021    | 2022    | - | - |
| ------- | ------- | ------- | ------- | ------- | ------- | ------- | ------- | - | - |
| 192 780 | 193 669 | 194 882 | 198 973 | 200 854 | 200 636 | 200 235 | 201 703 | - | - |

### Sports
La ville abrite le club de football du Sakhaline Ioujno-Sakhalinsk, qui évolue depuis 2015 en troisième division russe.

## Économie
Ioujno-Sakhalinsk est une ville jouant un rôle de premier plan dans l'économie de l'oblast de Sakhaline. De nombreuses firmes étrangères se sont installées dans la ville, principalement des compagnies gazières et pétrolières.
Il existe aussi d'autres industries, principalement les industries agroalimentaires comme la transformation du poisson, les fromages, ou bien les produits destinés à la boulangerie.
L'agriculture et l'élevage font eux aussi partie de l'économie locale, dont la production de viande qui connaît un certain succès, avec une croissance de 27,2 % au cours des sept premiers mois de 2020.
Le salaire moyen dans la ville s'élève à 112,5 mille roubles, soit  12,4 % supérieur au salaire moyen de la région,.

## Voies de communications et transports

### Transports urbains et suburbains
La ville est desservie par un réseau de bus, urbains ou suburbains, comprenant 42 lignes. Les trois quarts de ces lignes sont gérées par l'entreprise municipale et le restant par des entreprises privées. Le réseau est composé en tout de 250 bus et minibus.

### Transport routier
L'А-391 relie la ville à Korsakov et l'А-392 à Pyatirechye (ru) puis à Kholmsk.
Une route relie également Ioujno-Sakhalinsk à Okha en passant également par Aleksandrovsk-Sakhalinski, Poronaïsk et Palevo.

### Transport ferroviaire

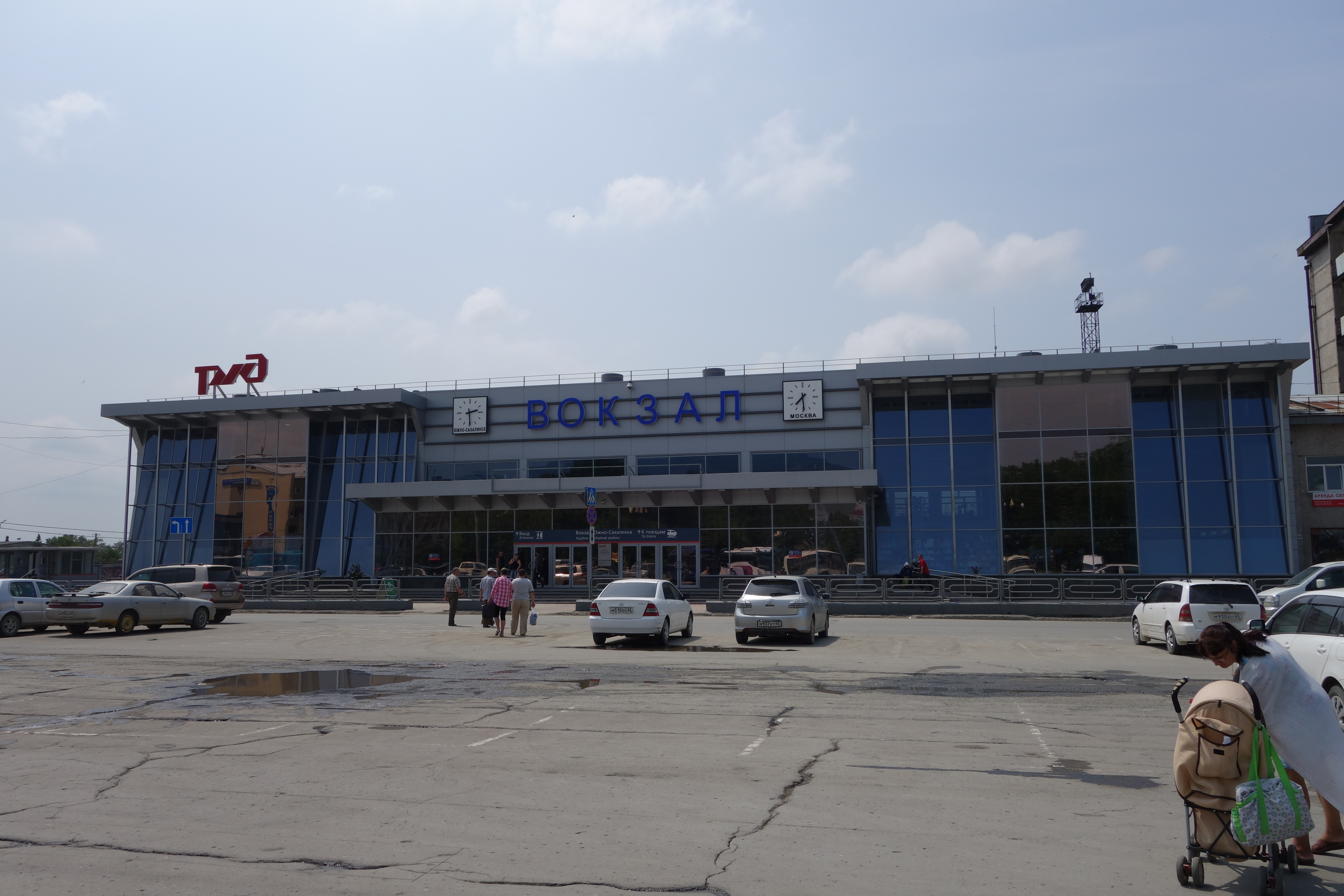
Gare d'Ioujno-Sakhalinsk.

Ioujno-Sakhalinsk est desservie par le réseau de train de l'île de Sakhaline. La gare de la ville se situe en centre-ville. L'actuel bâtiment existe depuis 1977, mais la première gare, construite par les Japonais, fut  construite en 1911.

### Transport aérien

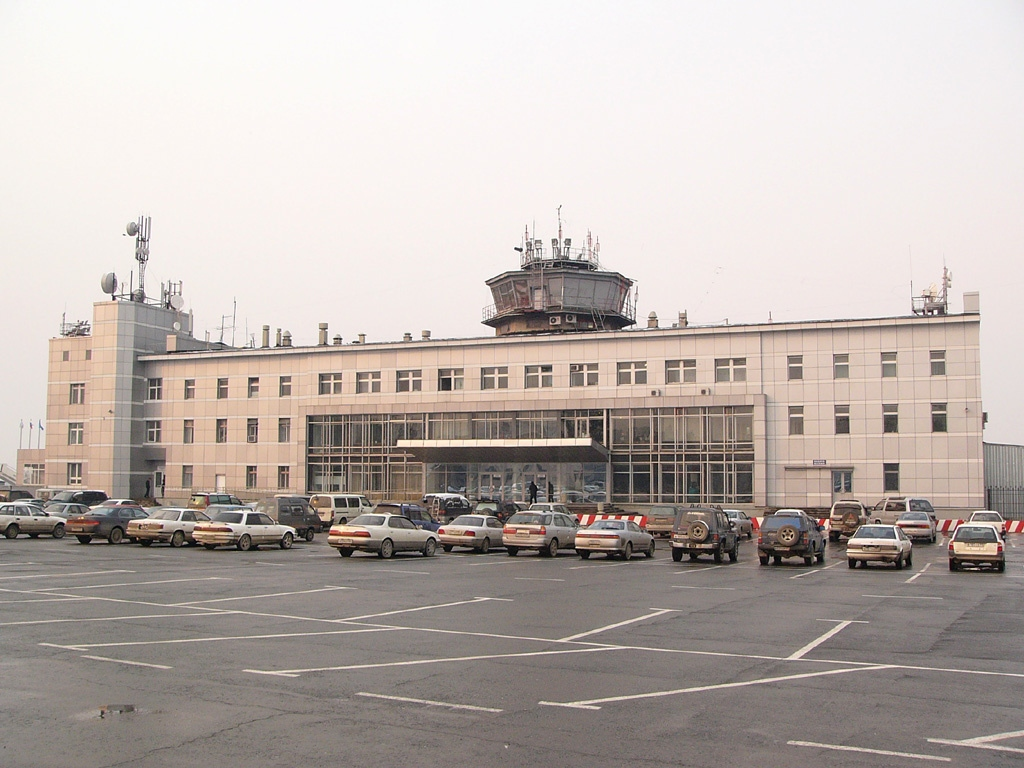
Terminal de l'aéroport.

La ville est desservie par l'aéroport de Ioujno-Sakhalinsk. C'est le seul aéroport international de l'île ; il permet d'atteindre Moscou, Tokyo, Séoul ou bien Sapporo, mais aussi des localités de la région.

## Personnalités
La soprano russe Ioulia Lejneva y est née le 5 décembre 1989.